# Associazione Sportiva Pro Recco 2004-2005

## Rosa 2004-05
| N° |                   | Ruolo | Giocatore            |
| -- | ----------------- | ----- | -------------------- |
|    | Italia (bandiera) | P     | Stefano Tempesti     |
|    | Italia (bandiera) | P     | Dario Gennaro        |
|    | Italia (bandiera) | P     | William Washburn     |
|    | Serbia (bandiera) | D     | Danilo Ikodinović    |
|    | Serbia (bandiera) | D     | Vladimir Vujasinović |
|    | Italia (bandiera) | D     | Daniele Bettini      |
|    | Italia (bandiera) | D     | Roberto Mannai       |

| N° |                     | Ruolo | Giocatore             |
| -- | ------------------- | ----- | --------------------- |
|    | Italia (bandiera)   | CV    | Federico Mistrangelo  |
|    | Italia (bandiera)   | A     | Alessandro Caliogna   |
|    | Italia (bandiera)   | A     | Alberto Angelini      |
|    | Ungheria (bandiera) | A     | Norbert Madaras       |
|    | Italia (bandiera)   | CB    | Alessandro Calcaterra |
|    | Italia (bandiera)   | CB    | Massimiliano Ferretti |
|    | Italia (bandiera)   | CB    | Arnaldo Deserti       |

- Allenatore:  Paolo De Crescenzo